# Symerton (Illinois)
Symerton es una villa ubicada en el condado de Will en el estado estadounidense de Illinois. En el Censo de 2010 tenía una población de 87 habitantes y una densidad poblacional de 730,24 personas por km².

## Geografía
Symerton se encuentra ubicada en las coordenadas 41°19′41″N 88°3′15″O / 41.32806, -88.05417. Según la Oficina del Censo de los Estados Unidos, Symerton tiene una superficie total de 0.12 km², de la cual 0.12 km² corresponden a tierra firme y (0%) 0 km² es agua.

## Demografía
Según el censo de 2010, había 87 personas residiendo en Symerton. La densidad de población era de 730,24 hab./km². De los 87 habitantes, Symerton estaba compuesto por el 100% blancos, el 0% eran afroamericanos, el 0% eran amerindios, el 0% eran asiáticos, el 0% eran isleños del Pacífico, el 0% eran de otras razas y el 0% pertenecían a dos o más razas. Del total de la población el 1.15% eran hispanos o latinos de cualquier raza.